# Fritz Smedberg
Fritz Lambert Smedberg, född 20 januari 1900 i Norrbärke församling, Kopparbergs län, död 14 mars 1977 i Gävle Heliga Trefaldighets församling, Gävle, Gävleborgs län,  var en svensk målare.
Han var son till fattigvårdsföreståndaren Lambert Smedberg och Hilda Swahn och från 1934 gift med Anna-Maria Flack. Smedberg studerade en kort tid vid Althins målarskola i Stockholm 1917 innan han fick möjlighet att studera för Oscar Björck vid Kungliga konsthögskolan 1918–1919 och därefter vid Akademie der bildenden Künste i Wien 1922 och Académie de la Grande Chaumière i Paris 1926 samt under ett antal studieresor till bland annat Tyskland, Österrike, Frankrike, Belgien, Spanien och Kanarieöarna.
Han debuterade med en separatutställning i Gävle 1920 och har därefter ställt ut separat i Gävle ett tio-tal gånger, han ställde dessutom ut separat på Konstnärshuset 1942 och i Linköping 1943, Örebro 1948 samt ett flertal gånger i sin ateljé i Hagström i Gästrikland. Han medverkade i samlingsutställningar med Gävleborgskonst på Göteborgs konsthall och i Oslo 1935 samt ett flertal samlingsutställningar på Konstakademien i Stockholm och i samlingsutställningar arrangerade av Sveriges allmänna konstförening och Gävleborgs läns konstförening. 
Hans konst bestod först av landskapsskildringar med motiven huvudsakligen hämtade från Gästrikland i en romantisk stil som i slutet av 1920-talet övergår till en mer expressiv formgivning. Efter ett besök i Telemark 1929 började han även måla av det Norska fjällandskapet med slingrande vägar, raviner och pittoreska hus. Han byggde 1938 en egen ateljé i Flatdal och kom på kort tid in i den norska konstnärskolonin med Henrik Sørensen, Kai Fjell och Harald Kihle. Under påverkan av sina norska konstnärsvänner och den dramatiska naturen förändrades hans konst till ett mosaikartat maner med mättade och lyskraftiga färger.
Under andra världskriget återvänder han till Sverige och målar miljöer från den svenska västkusten och den norrländska fjällvärlden. Efter kriget återvände han till Norge och hans produktion kom nästan uteslutande bestå av norska motiv. På beställning utförde han även porträtt och han avporträtterade bland annat Folke Bernadotte, Brita von Malmborg, general Curt Göransson, operachefen Joel Berglund samt riksdagens talman Patrik Svensson. Han var en av initiativtagarna till bildandet av konstnärssammanslutningen Gävleborgsgruppen 1941. Smedberg är representerad vid Gävle museum, Hudiksvalls museum, Västerås konstmuseum och Sandvikens kommun.